# Guillaume Asselin
Pour les articles homonymes, voir Asselin.
Guillaume Asselin (né le 9 septembre 1992 à Québec, dans la province de Québec au Canada) est un joueur canadien de hockey sur glace.

## Biographie

### En club
Il débute dans la LHJMQ avec le Junior de Montréal en 2008. Pendant l'été 2010, le Junior de Montréal l'échange en compagnie d'un choix de premier tour au reprêchage aux Saguenéens de Chicoutimi en retour de Louis Leblanc. En 2011, il dépasse le plateau des deux cents matchs dans la LHJMQ.
À la suite de sa carrière junior, il passe des années entre quelques passages en ECHL et des saisons universitaires avec l'Université du Québec à Trois-Rivières. En 2017, alors qu'il joue dans l'ECHL, ligue dont il considère que le style de jeu ne lui convient pas,, il reçoit une offre du HC '05 Banská Bystrica, club de l'Extraliga slovaque et ce joint à l'équipe. À la fin de cette saison, le Banská Bystrica remporte le championnat. Alors qu'il se dit charmé par le pays, il ne cache pas ses intentions de rejoindre un championnat plus compétitif pour l'année 2018-2019. Ces projets n’aboutissent cependant pas puisqu'il resigne avec Banská Bystrica le 9 juillet 2018.
Lors de sa seconde campagne en Slovaquie, Asselin termine sixième meilleur compteur du championnat avec 55 points. Le 17 avril 2019, son équipe remporte une victoire de 6 à 1 contre le HK Nitra ce qui leur permet de remporter la série finale 4 matchs contre 1. Cette victoire permet à Asselin de remporter un second championnat d'affilée.
Pour la saison 2019-2020, Guillaume Asselin rejoint le HC Sierre en deuxième division Suisse. Il y reste deux saisons, effectuant un séjour en prêt au Genève-Servette HC, où il fait forte impression. Il signe avec le HC Ajoie fraichement promu en National League pour l'entame de la saison 2021-2022, et voit son contrat prolongé après une saison 2022-2023 très prolifique.
Après la  saison 2023-2024 Guillaume Asselin n’entre plus dans les plans de l’entraîneur Christian Wohlwend. Il rejoint le HC Olten,.

### En équipe nationale
Au niveau international, il représente le Canada. En 2017, il est sélectionné pour les Universiade d'hiver de 2017.

## Statistiques

### En club
| Saison    | Équipe                            | Ligue             |    | Saison régulière | Saison régulière | Saison régulière | Saison régulière | Saison régulière |    | Séries éliminatoires | Séries éliminatoires | Séries éliminatoires | Séries éliminatoires | Séries éliminatoires |
| Saison    | Équipe                            | Ligue             | PJ | B                | A                | Pts              | Pun              | PJ               | B  | A                    | Pts                  | Pun                  |                      |                      |
| 2007-2008 | Blizzard du Séminaire St-François | MAAA              | 45 | 24               | 30               | 54               | 58               | 18               | 12 | 25                   | 37                   | 10                   |                      |                      |
| 2007-2008 | Blizzard du Séminaire St-François | Coupe Telus       | 5  | 6                | 3                | 9                | 6                | -                | -  | -                    | -                    | -                    |                      |                      |
| 2008-2009 | Junior de Montréal                | LHJMQ             | 63 | 18               | 19               | 37               | 37               | 10               | 4  | 2                    | 6                    | 2                    |                      |                      |
| 2009-2010 | Junior de Montréal                | LHJMQ             | 66 | 19               | 23               | 42               | 37               | 7                | 1  | 6                    | 7                    | 6                    |                      |                      |
| 2010-2011 | Saguenéens de Chicoutimi          | LHJMQ             | 66 | 35               | 47               | 82               | 39               | 4                | 1  | 0                    | 1                    | 0                    |                      |                      |
| 2011-2012 | Saguenéens de Chicoutimi          | LHJMQ             | 68 | 33               | 42               | 75               | 28               | 18               | 6  | 11                   | 17                   | 14                   |                      |                      |
| 2012-2013 | Saguenéens de Chicoutimi          | LHJMQ             | 68 | 27               | 43               | 70               | 80               | 6                | 2  | 1                    | 3                    | 9                    |                      |                      |
| 2013-2014 | Road Warriors de Greenville       | ECHL              | 11 | 0                | 3                | 3                | 6                | -                | -  | -                    | -                    | -                    |                      |                      |
| 2013-2014 | Patriotes de l'UQTR               | SUO               | 12 | 10               | 13               | 23               | 16               | -                | -  | -                    | -                    | -                    |                      |                      |
| 2014-2015 | Patriotes de l'UQTR               | SUO               | 25 | 8                | 26               | 34               | 20               | 7                | 3  | 3                    | 6                    | 12                   |                      |                      |
| 2016-2017 | Patriotes de l'UQTR               | SUO               | 15 | 13               | 8                | 21               | 24               | 5                | 4  | 0                    | 4                    | 16                   |                      |                      |
| 2016-2017 | Beast de Brampton                 | ECHL              | 7  | 1                | 1                | 2                | 2                | -                | -  | -                    | -                    | -                    |                      |                      |
| 2017-2018 | Thunder de Wichita                | ECHL              | 3  | 0                | 3                | 3                | 0                | -                | -  | -                    | -                    | -                    |                      |                      |
| 2017-2018 | HC '05 Banská Bystrica            | Extraliga         | 36 | 13               | 17               | 30               | 32               | 16               | 9  | 8                    | 17                   | 30                   |                      |                      |
| 2018-2019 | HC '05 Banská Bystrica            | Extraliga         | 55 | 29               | 26               | 55               | 68               | 14               | 4  | 8                    | 12                   | 16                   |                      |                      |
| 2019-2020 | HC Sierre                         | SL                | 43 | 24               | 29               | 53               | 43               | 3                | 1  | 3                    | 4                    | 2                    |                      |                      |
| 2020-2021 | HC Sierre                         | SL                | 43 | 25               | 41               | 66               | 76               | 4                | 0  | 0                    | 0                    | 4                    |                      |                      |
| 2020-2021 | Genève-Servette HC                | NL                | 4  | 6                | 0                | 6                | 0                | 1                | 0  | 0                    | 0                    | 0                    |                      |                      |
| 2021-2022 | HC Ajoie                          | NL                | 27 | 7                | 6                | 13               | 8                | -                | -  | -                    | -                    | -                    |                      |                      |
| 2022-2023 | HC Ajoie                          | NL                | 44 | 18               | 16               | 34               | 49               | 6                | 1  | 1                    | 2                    | 2                    |                      |                      |
|           | HC Ajoie                          | Qualifications NL | -  | -                | -                | -                | -                | 5                | 3  | 2                    | 5                    | 4                    |                      |                      |
| 2023-2024 | HC Ajoie                          | NL                | 29 | 8                | 7                | 15               | 16               | -                | -  | -                    | -                    | -                    |                      |                      |

### En équipe nationale
| Année | Équipe     | Compétition      |   | PJ | B | A | Pts | Pun                |  | Résultat |
| 2009  | Québec U17 | Défi mondial U17 | 5 | 1  | 5 | 6 | 6   | 3e du groupe B     |  |          |
| 2017  | Canada     | Universiade      | 6 | 3  | 4 | 7 | 6   | Médaille de bronze |  |          |